# 방수현
방수현(1972년 9월 13일 ~ )은 대한민국의 전 배드민턴 선수로, 1996년 하계 올림픽 여자 배드민턴 단식 금메달리스트이다.
은퇴 후에는 미국에 거주하고 있으며, 올림픽과 아시안 게임이 열릴 때마다 MBC의 배드민턴 해설위원으로 나서고 있다.
최근 파리올림픽에서 불거진 안세영 선수와 배드민턴 협회간의 공방에서 배드민턴 협회를 옹호하는 발언을 남겨 비난을 받고있다.
1. ↑  여서정 선수 아버지.